# Berlin-Warszawa-Express
A Berlin-Warszawa-Express (BWE) a Deutsche Bahn (DB Fernverkehr) és a Lengyel Államvasutak (PKP Intercity) által közösen üzemeltetett, Berlin és Varsó között Frankfurt (Oder) érintésével közlekedő, határokon átnyúló vonatjárat. Az EuroCity kategóriába sorolt járat naponta négyszer közlekedik mindkét irányban, a járatok a 40-47-es számokat kapták. A teljes menetidő 5 óra 24 perc.

## Története
A Berlin-Warszawa-Express márkanév 2002-ben indult, és az előző évtizedben az EuroCity hálózathoz hozzáadott egyes járatok nevét váltotta fel. A Bahnhof Berlin Zoologischer Garten és Warszawa Wschodnia között négy járatpár (EC 40-47), valamint egy ötödik (48/49) közlekedett, amely csak Berlinből Poznańba közlekedett, és így nem viselte a BWE nevet. Ezt a kiegészítő járatot 2004-ben megszüntették, de 2007-ben visszaállították, és 2012 óta Berlin-Gdynia Express néven közlekedik Poznańból Gdańsk és Gdynia felé.
A járat a 2006-os megnyitását követően a végállomása a Berlin Hauptbahnhof lett, a Bahnhof Berlin Zoologischer Garten helyett.

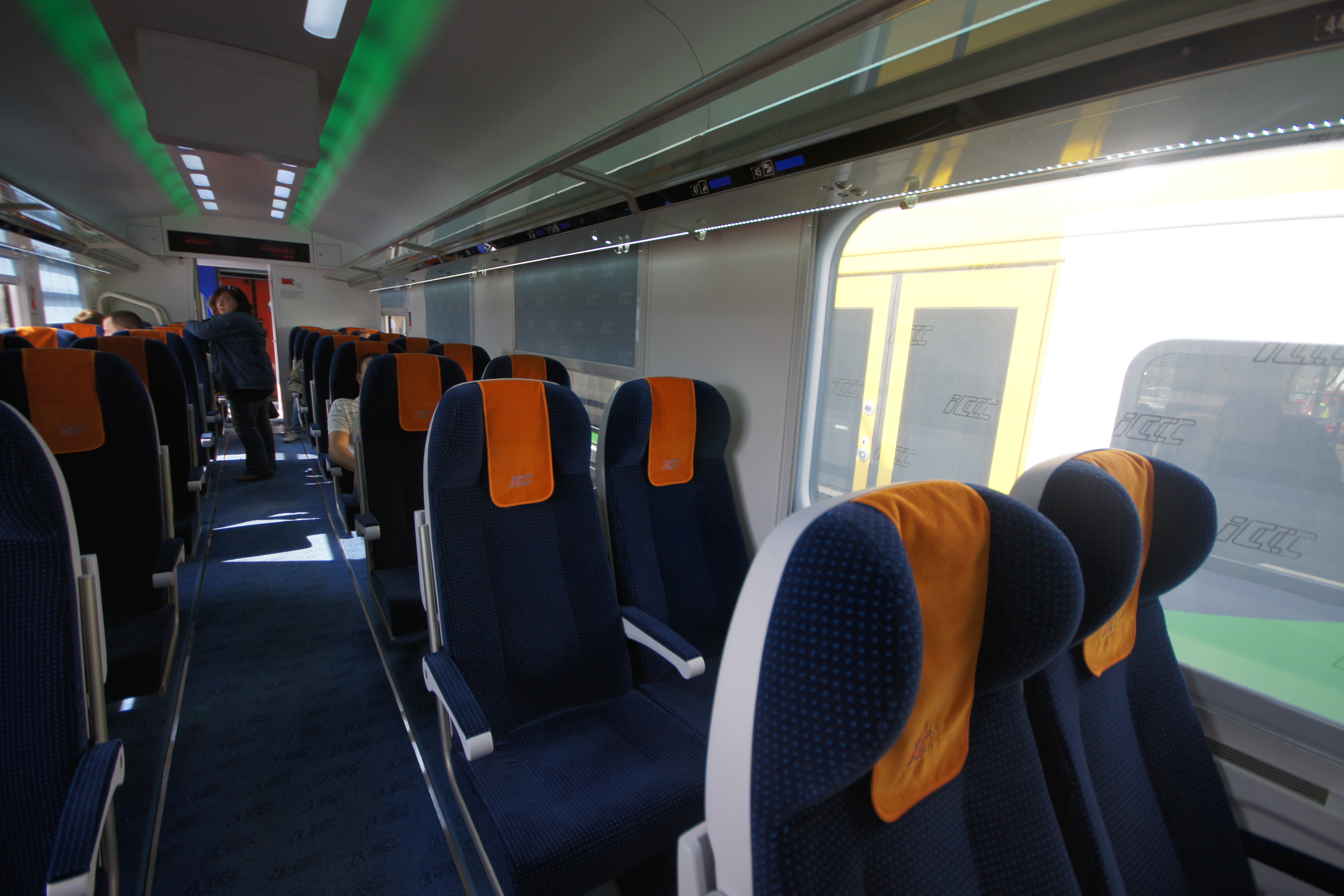
A másodosztály belseje

## Gördülőállomány

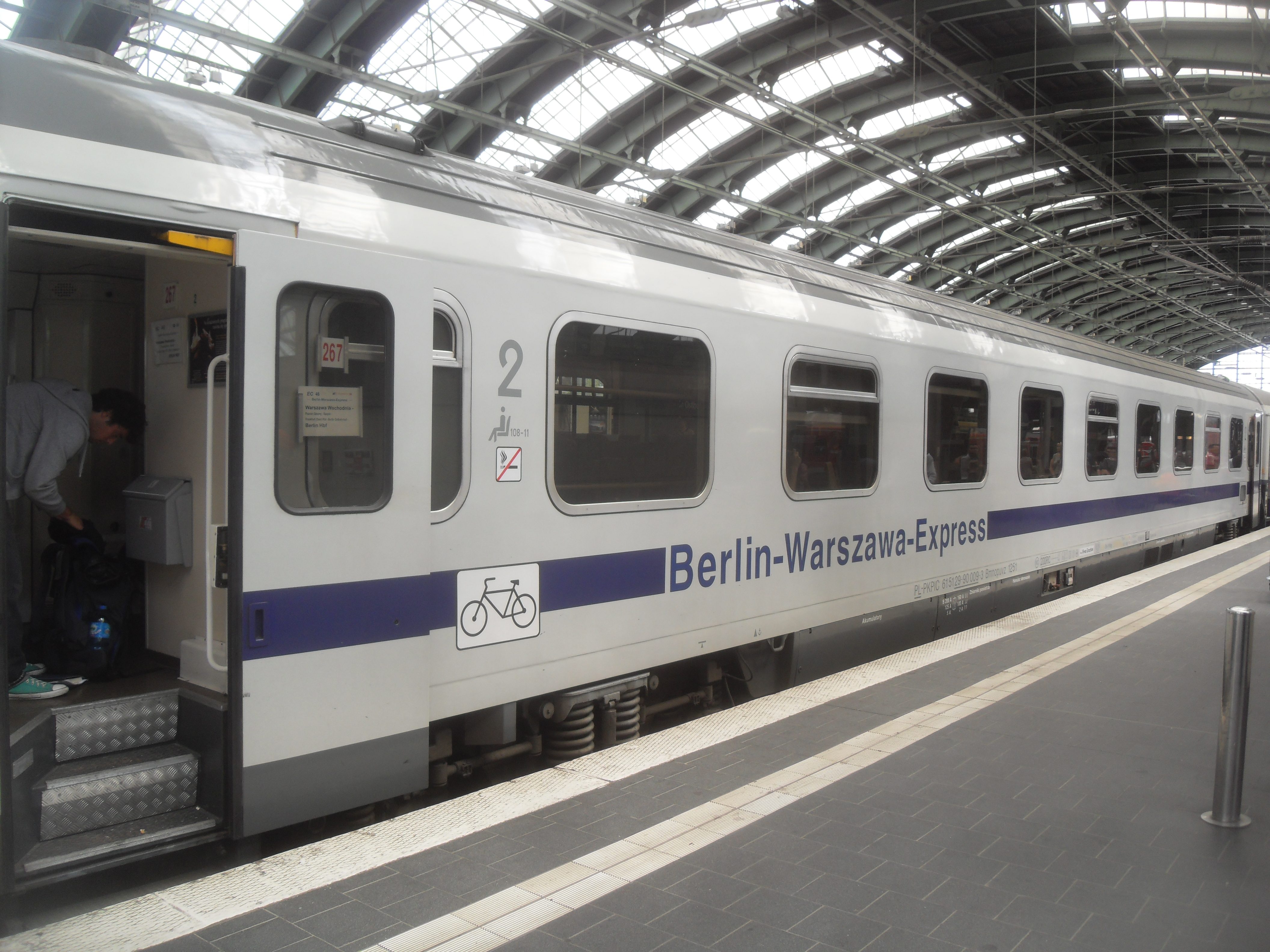
A Berlin-Warszawa Expressz 2. osztályú kocsija Berlin Ostbahnhofon

Minden vonat hat kocsiból áll, a DB és a PKP által biztosított speciális márkájú kocsikat használva - a festés fehér, mint a DB Intercity esetében, de a szokásos piros helyett sötétkék csíkkal. Négyet (három teljes 2. osztályú és egy mozgássérült kocsit) a PKP biztosít, az éttermi/1. osztályú és az első osztályú kocsikat a DB szállítja.
A vonatot 2010 decembere óta a PKP által biztosított Siemens EuroSprinter (ES 64) mozdonyok vontatják, amelyek Lengyelországban EU 44 Husarz sorozat néven futnak. Ezt megelőzően a DB 180 sorozat volt a legelterjedtebb vontatójármű, alkalmanként DB 186 és DB 232 sorozatú mozdonyokkal. 2016-ban a kocsikat főként a PKP Intercity biztosítja, csak az éttermi kocsit biztosítja a Deutsche Bahn. 2017-re az összes német éttermi kocsi visszakerült a Deutsche Bahnhoz. Az összes kocsit a PKP Intercity biztosítja.

## Lehetséges fejlesztések
A lengyel Y nagysebességű vonal tervei között szerepel egy Poznanból Varsóba vezető útvonal, amelyet használhatna a Berlin-Warszawa express is. A későbbi fázisok között szerepel a vasútvonal Berlinig való meghosszabbítás terve.

## Névváltozatok
| #     | Korábbi név | Időszak        | Megjegyzés                   |
| ----- | ----------- | -------------- | ---------------------------- |
| 40/41 | Varsovia    | 1993–          |                              |
| 42/43 | Berolina    | 1991–          |                              |
| 44/45 | Paderewski  | 1998–          |                              |
| 46/47 | n/a         | 2002–          |                              |
| 48/49 | Posnania    | 1998–2004 2008 | Csak Berlin és Poznań között |